# Carolinas International Tennis 1975
Il Carolinas International Tennis 1975  è stato un torneo di tennis giocato su terra verde. È stata la 5ª edizione del Carolinas International Tennis, che fa parte del World Championship Tennis 1975. Si è giocato a Charlotte negli Stati Uniti, dal 21 al 27 aprile 1975.

## Campioni

### Singolare
Raúl Ramírez ha battuto in finale  Roscoe Tanner con il punteggio di 3–6, 6–4, 6–3

### Doppio
Patricio Cornejo /  Jaime Fillol hanno battuto in finale  Ismail El Shafei /  Brian Fairlie con il punteggio di 6–3, 5–7, 6–4